# Majoros István (birkózó)
Majoros István (Budapest, 1974. július 11. –) olimpiai bajnok birkózó.

## Sportpályafutása
Birkózói pályafutását 1985-ben a Budapesti Honvéd Sport Egyesületben kezdte, Tasnádi Henrik edző majd Hoffmann Géza mesteredző kezei alatt. 1989 szeptemberétől a BHSE Birkózó Szakosztály megszűnését követően a BVSC sportolójaként, már korosztályos versenyzőként is kategóriájának legjobbjai közé tartozott. 1990-ben a szombathelyi serdülő vb-n 43 kg-ban, kötöttfogásban első, szabadfogásban hatodik helyezett lett. Egy évvel később a barcelonai ifi vb-n ezüstérmet szerzett (50 kg). 1992-ben junior vb negyedik lett (54 kg), majd 1994-ben a junior Eb-n helyezetlenül végzett.
A felnőttek között 1994-ben érte el első komolyabb hazai eredményét, amikor negyedik lett a magyar bajnokságon. 1995-ben a dobogó harmadik fokáig jutott az ob-n (57 kg). Még ugyanebben az évben indulhatott a prágai világbajnokságon, ahol a 23. helyen zárt. A következő évben megnyerte élete első felnőtt magyar bajnoki címét (57 kg). Márciusban nevezték a budapesti Európa-bajnokságra. A verseny első 10 helyezettje kvalifikációt szerzett az olimpiai játékokra de Majoros csak a 12. helyezést tudta megszerezni.
1997-ben a Szegedi Birkózó Egyletbe igazolt, amelynek színeiben megvédte bajnoki címét (58 kg). A szezon világversenyein elkerülték a sikerek. Az Eb-n 19.-ként, a vb-n 16.-ként zárt. Az évadot csapatbajnoki aranyéremmel fejezte be. A következő évben hasonló eredményekkel végzett. Magyarországon bajnoki címek egyéniben (63 kg) és csapatban, az Európa-bajnokságon 9. a vb-n 10. lett. 1999 májusában az Eb-n 16. helyen végzett, majd ismét országos bajnok lett (58 kg). A szeptemberi athéni vb egyben olimpiai kvalifikációs torna is volt. Majoros élt a lehetőséggel, 7. helyével biztosította helyét az ötkarikás játékokon. Az év végén a csapat gazdasági gondjai miatt távoznia kellett Szegedről és a Kecskeméti TE-en folytatta tovább pályafutását. A következő évben remekül kezdte a szezont. Áprilisban a moszkvai Eb-n a döntőben az olimpiai bajnok Armen Nazarjant legyőzve szerezte meg a kontinens bajnoki címét (58 kg). Az országos bajnokságot ezúttal térdsérülés miatt ki kellett hagynia. Az olimpián messze a várakozások alatt szerepelt, csak a 19. lett.
2001-ben ismét magyar bajnok (58 kg), majd a vb-n 16. lett. Ezután mintegy félévig Franciaországban próbált meg versenyezni, de a megfelelő engedélyek hiánya miatt erre nem kerülhetett sor, így hazatért. 2003-ban újra a hazai legjobbnak bizonyult (60 kg) és a csb-n is aranyérmes lett. Az októberi vb-n 55 kg-ban indult és a 12. helyen végzett, de erről a versenyről csak 10-en jutottak ki az olimpiára. A javításra 2004-ben, Újvidéken az olimpiai selejtezőn volt lehetősége, amellyel élt is. Harmadik helyével biztosította szereplését Athénban.
Az olimpián selejtező csoportjában 5-3-ra győzte le japán, majd 5-0-ra dominikai ellenfelét. A negyeddöntőben az olimpiai ezüstérmes és egykori világbajnok, kubai Lazaro Rivas Scullt verte meg 6-1-re. Az elődöntőben az ukrán Vakulenko következett 3-1-gyel. Majd a döntőben a vb győztes, orosz Gajdar Mamedaljev, akit szintén 3-1-re vert meg, így megszerezve Magyarország 19. birkózó olimpiai bajnoki címét.
2005-ben ismét ob győztes lett (60 kg), majd a budapesti vb-n harmadik (55 kg). 2006-ban világ kupát nyert majd egy hónap múlva a moszkvai Eb-n 5. helyen végzett (60 kg). A szeptemberi kantoni világbajnokságon, a városban zajló közlekedési káosz miatt nem ért időben a mérkőzésére, így csak a 15. lett. Még ebben az évben megpróbálkozott a K–1 küzdelemmel, de ebben a sportágban csak egy összecsapása volt. Bár tervei között szerepelt még a 2008-as olimpiai indulás, de makacs sérülése és a rendszeres fogyasztások miatt végül nem vállalta a felkészülést és visszavonult a versenysporttól.
2015 novemberétől a magyar kötöttfogású birkózó válogatott segédedzője lett.
Magánemberként a vendéglátóiparban próbált elhelyezkedni. 2006-ban ittasan balesetet okozott autójával lakóhelye közelében, emiatt a vonatkozó törvény értelmében három évre elesett a magyar olimpiai bajnokoknak járó életjáradéktól.

## Díjai, elismerései
- A Magyar Köztársasági Érdemrend tisztikeresztje (2004)
- Kecskemét díszpolgára (2004)
- Athén díszpolgára (2004)
- Az év magyar birkózója (2004)
- Az év magyar sportolója (2004)